# Kolokoso
Kolokoso est une localité chef-lieu de secteur du territoire de Kenge dans la province du Kwango en République démocratique du Congo.

## Géographie
La localité est située sur la route RS 215 à 83 km au nord-est du chef-lieu provincial Kenge.

## Administration
Le secteur de Kolokoso est constitué de 11 groupements : Bukanga Mufete, Bukanga Nseke, Fasamba, Intu Nzadi, Kamweni, Kapay, Kimafu, Lwasa, Mundonda, Musanza Ngombo, Tshakala Nzadi.

## Société
La localité est le siège de la paroisse catholique Saint-Thomas de Kolokoso, fondée en 1962, elle est rattachée à la doyenné de Fatundu du diocèse de Kenge.